# Carlos Astroza
Carlos Alexis Astroza Cárdenas (23 de noviembre de 1976) es un árbitro de fútbol chileno. Ha sido árbitro internacional FIFA desde 2011.